# Doris Allen
Doris Allen, född Twitchell den 8 oktober 1901 i Old Town, Maine, död 7 mars 2002 i Virgina, var en amerikansk barnpsykolog. 
Doris Allen är känd för att ha startat organisationen CISV. CISV (Children's International Summer Villages) är en ideell, internationell, partipolitiskt och religiöst obunden fredsorganisation vars syfte är att genom fredsfostran, baserad på de mänskliga rättigheterna och FN:s barnkonvention, bidra till världens fredsansträngningar. Doris Allen nominerades 1979 till Nobels fredspris, för sitt arbete med CISV.

## Biografi
Doris Allen studerade kemi och biologi vid University of Maine med siktet inställt på läkarutbildning. Under sin tid på University of Maine studerade hon även utbildningspsykologi och arbetade under ett år på Bureau of Educational Research.  Det var genom dessa studier och arbetet som intresset för psykologi uppstod och istället för läkarstudier doktorerade Allen i klinisk psykologi vid University of Michigan,USA. 1931-1932 reste Doris Allen till Tyskland och studerade vid universiteten i München och Berlin. 1932 återvände hon till USA och arbetade fram till 1935 som Director of the Child Education Foundation i New York. 1936 flyttade Allen till Cincinnati där hon fram till 1947 arbetade som psykolog vid barnsjukhuset.
Från 1949 och fram till sin pension 1972 undervisade Allen vid University of Cincinnati. 1972 blev hon professor emeritus. Hon utvecklade flera erkända metoder inom psykologi och utbildning. Bland annat Social Learning in the Schools Through Psychodrama project och Twitchell-Allen Three-dimensional Personality Test som används inom klinisk psykologi för att visa personlighetsdynamik, oberoende av ålder och kultur.

## CISV
Idén till CISV föddes mot slutet av andra världskriget. Allen ansåg att fred bäst kan uppnås genom att uppmuntra vänskap mellan barn från olika länder, innan fördomar fått fäste. Långsiktig fred måste byggas genom barn och ungdomar. 1950 startade Allen därför Children’s International Summer Villages (CISV), med syftet att sammanföra barn från olika länder. Den första barnbyn (läger som pågår under en månad) arrangerades i Cincinnati 1951 och 55 barn (från sjätte klass) från ett flertal olika länder deltog. Deltagarna valdes ut enligt kriterier som intelligens, karaktär och deras potentiella roll som framtida ledare i sina respektive länder. Barnen fick innan och efter lägret genomgå olika psykologiska utvärderingar för att avgöra om deras fördomar ändrats. Tanken var att barnen skulle bli ambassadörer för en mer rättvis och fredlig värld.
Sedan starten 1950 har mer än 200 000 personer från nästan 100 olika länder deltagit i CISV:s internationella program. Genom åren har de internationella programmen utökats och allt mer fokus har också lagts på lokala och nationella projekt.